# Fernando Núñez Robres y Salvador
Fernando Núñez Robres y Galiano Salvador Talens (Chinchilla de Monte-Aragón, província d'Albacete, 1841 - València, 1902) fou un aristòcrata i polític valencià, marquès de Montortal, de la Calzada i de Montenuevo, diputat i senador a les Corts Espanyoles durant la restauració borbònica.

## Biografia
Els seus pares eren vinculats a Xàtiva i van morir de colera el 1855, raó per la qual fou educat pel seu avi, el marquès de Villores. Es llicencià en dret a la Universitat de València i es casà amb Maria del Carmen Galiano, filla dels marquesos de Montortal. Degut a això es dedicà a l'administració del seu patrimoni (era un dels majors propietaris de València i Albacete) i ocupà diversos càrrecs com la presidència de la Caixa d'Estalvis de València, l'Associació de Catòlics i de la Societat Econòmica d'Amics del País. A la mort del seu cunyat Miguel Galiano, marquès de Montortal, heretà el títol i es dedicà a la política dins el Partit Conservador. A les eleccions generals espanyoles de 1899 fou elegit diputat per València després que renunciés Teodor Llorente Olivares, dins la línia oficialista de Francisco Silvela. Després fou escollit senador per la província de València el 1901-1902.